# 西福寺 (船橋市宮本)
西福寺（さいふくじ）は、千葉県船橋市宮本にある真言宗の寺院である。

## 由緒
鎌倉時代の創建という。

## 文化財
西福寺には石造五輪塔と石造宝篋印塔の2つの県指定有形文化財（建造物）がある。